# Sandnes
Sandnes város és község (norvégul: kommune) Norvégia délnyugati részén, Rogaland megyében, Jæren hagyományos régióban.
Stavanger/Sandnes néven település-földrajzi értelemben egy konurbációt alkot Stavangerrel; együttes népességük 197 852 fő (2011. jan 1.) +/-, amivel az ország harmadik legnépesebb településének számít.

## Földrajz
Sandnes község területe 285,8 km², népessége 63 431. Nyugati szomszédja Sola község, délen Klepp és Time, keleten Gjesdal és Forsand.
Sandnes Stavangertől mintegy 15 kilométerre délre helyezkedik el, és a két város terjeszkedése során konurbációt hozott létre, amely Norvégia egyik legnagyobbja. Sandnes körzetei: Lura, Trones, Stangeland, Soma, Malmheim, Sandved, Ganddal, Figgjo, Austrått, Sviland, Hana (benne Aspervika és Dale), Høle, Riska. Stavanger és Sandnes meglehetősen lapos vidék. A hosszú nyugati tengerparton számos strand található. A szárazföld belseje felé haladva magasabban fekvő lapályok vannak, egyes kisebb csúcsok elérik a 400–500 méteres tengerszint feletti magasságot.
Sandnes központjában ér véget az észak-déli elhelyezkedésű Gansfjordenfjord. Stavangerből és Sandnesből autóval mintegy egyórás útra lehet síelőhelyekre érni. Sandnesben van néhány könnyen megközelíthető csúcs, mint a Dalsnuten és a Dale, ahonnan kilátás nyílik a Sandnes-Stavanger vidékre. Autóval vagy hajóval könnyen megközelíthető Sandnesből a tursiták kedvelte Lysefjord.

## Történelem
Nevét egy régi birtokról kapta („Sandnæs”, 1723), amelynek a helyén a város épült. Összetett szó, a sand előtag jelentése „homok” vagy „homokos part”, a nes utótag pedig „földnyelvet” jelent.
Sandnes 1860-ban vált ki Høylandból és lett önálló község, és ugyanebben az évben lett város is. 1965. január 1-jén Høyland és Høle vidéki községek, illetve Hetland bizonyos részei beolvadtak Sandnesbe.
Címerét 1972. április 21-én kapta. A vidék egyik fő iparága a fazekasság volt a 18. század vége felé, ennek emlékét őrzi a címer. Leirgaukot (magyarul „kerámiakakukk”) szimbolizál. A „Sandnes-kakukk” (norvégül sandnesgauker) okarina vagy egyszerű furulya, amelyet Sandnesben készítettek kerámiából, és amellyel a fazekastermékeiket reklámozták. Később a sandnesiek gúnynevévé vált.

## Gazdaság
Sandnes boltok és szolgáltatások széles kínálatával rendelkezik, és ezt a szomszédos községek lakói is szívesen használják ki. Norvégia kerékpáros városaként ismert, főleg, mert itt üzemel évtizedek óra az Øglænd DBS kerékpárgyártó cég. A helyiek és a turisták számára számos kerékpárútvonal áll rendelkezésre. 1996 óta kerékpárbérlő program működik a városban.
Délen, illetve északon a stavangeri határ közelében, a Lura és Forus körzetekben Sandnes város jelentős ipari tevékenységnek ad otthont, ebben nagy az északi-tengeri kőolajkutatás- és kitermelés és az információtechnológia szerepe. Sandnest korábban Norvégia „kerámiavárosaként” emlegették, a környéken található nagy mennyiségű agyag felhasználására ugyanis jelentős fazekasipar alakult ki. A sandnesiek mintegy 30 százaléka Stavangerben talál állást (2004 negyedik negyedéves adat).
A Stavanger és Sandnes közti külvárosi régióban sok az áruház. Itt található Norvégia egyik legnagyobb áruháza, a Kvadrat. A szó jelentése négyzet, bár az áruház alakja valójában már nem négyzet, mert 1984-es megnyitása óta többször bővítették.

## Kultúra
Sandnes Norvégia egyetlen városa, amely tagja az Egészségügyi Világszervezet (WHO) Egészséges Városok hálózatának. Stavangerrel közösen 2008-ban Európa kulturális fővárosa volt, Liverpoollal együtt.
Sandnesi Thomas Dybdahl norvég énekes és dalszerző. 2004-ben a sandnesi Kjartan Salvesen nyerte az Idol című norvég televízióműsor sztárkereső versenyét. Első albuma 40 ezer eladott példánnyal dupla platinalemez lett.

## Sport
Sandnes elsőszámú futballcsapata, a Sandnes Ulf, a norvég második vonalban (Adeccoligaen) játszik.
Sandensben él a profi póker játékos Annette Obrestad, aki 2007 szeptemberében, 18 évesen megnyerte a World Series of Poker Europe (WSOPE) kontinensversenyt.

## Fordítás
- Ez a szócikk részben vagy egészben a Sandnes című angol Wikipédia-szócikk ezen változatának fordításán alapul.  Az eredeti cikk szerkesztőit annak laptörténete sorolja fel. Ez a jelzés csupán a megfogalmazás eredetét és a szerzői jogokat jelzi, nem szolgál a cikkben szereplő információk forrásmegjelöléseként.